# Улица Ђорђа Станојевића
Улица Ђорђа Станојевића се налази на Новом Београду. Простире се лучно од пословног парка Ерпорт сити Београд до железничке пруге, наставак улице после железничке пруге је под називом Шпанских бораца.
Дужина улице износи 1.600 метара.
У улици Ђорђа Станојевића налазе се следећи објекти: пословни парк Ерпорт сити Београд, Родић Мега маркет, Мерцедесов сервис, Сименсов сервис, средња Техничка школа Нови Београд, Руска школа у Београду, комплекс стамбених и пословних зграда Белвил и гаража Градског саобраћајног предузећа.
Стари назив улице је Милутина Миланковића, до 2006. године, кад је Трећи булевар понео име Милутина Миланковића, а ова улица име ректора Београдског универзитета Ђорђа Станојевића.